# Socii
Socii, más néven foederati, azaz szövetségesek. Az elnevezés alatt leginkább a Római Birodalom itáliai szövetségeseit szokás érteni, bár maguk a rómaiak ennél jóval szélesebb körben alkalmazták a „socii atque amici populi Romani", azaz a római nép szövetségesei és barátai elnevezést. 
Itália rómaiak által történt meghódítása egyfajta katonai szövetségi rendszert hozott létre, amelyben a megvert törzsek névleg függetlenek maradtak ugyan, ám valójában alárendelt helyzetben voltak. E kapcsolatot szövetségi egyezményekkel szentesítették, ez volt a foedera. E megállapodások lehettek kedvezőek, illetve kevésbé kedvezőek a „Rómával szerződők" számára, attól függően, hogy a szerződést önként írták alá, vagy pedig egy Rómától elszenvedett vereség után. A minta az i. e. 493-ban megkötött foedus Cassianum volt, amelyet Róma kötött a Latin Szövetséggel. A pun háborúk alatt több mint 150 ilyen szerződést kötöttek, s a nem római Itália minden népe ilyen függő viszonyba került Rómával. A foederában elsősorban katonai együttműködést szorgalmaztak, ami a gyakorlatban azt jelentette, hogy minden szövetséges köteles volt katonai egységeket küldeni a harcoló rómaiaknak (vö. Legio és Auxilia). A római köztársaság középső szakaszában az ilyen egységek a teljes római haderő akár kétharmadát is kitehették. 
Az i. e. 2. század véfén Róma több vonatkozásban is elzárkózó, megkülönböztető politikát kezdett folytatni a sociikkel szemben, az egyre fokozódó római katonai igényekkel együtt ez komoly elégedetlenséget váltott ki a szövetségesek körében, s a Szövetséges háborúhoz vezetett. Róma nagy veszteségek árán győzött ugyan, de ki kellett elégítenie a szövetségesek politikai igényeit: megkapták a római polgárjogot (civitas Romana), s ezáltal szervesen betagozódtak a római államba.

## Külső hivatkozások
Ókori lexikon I–II. Szerk. Pecz Vilmos. Budapest: Franklin Társulat. 1902–1904.  